# Carnikavas nēģi
La Carnikavas nēģi è una denominazione che designa le lamprede pescate e cucinate nella zona dell'estuario del Gauja, situato sul territorio del comune di Carnikava, nella regione della Livonia, in Lettonia.
La pesca è autorizzata, dal 1º agosto al 1º febbraio, solo lungo il fiume Gauja del comune dove l'attività della cattura e della lavorazione delle lamprede è di antiche tradizioni.
La denominazione riguarda sia le lamprede fresche, sia le lamprede preparate in aspic, e dal 20 febbraio 2015, la Carnikavas nēģi è il primo alimento lettone iscritto nel registro europeo delle indicazioni geografiche protette (IGP)
A Carnikava esiste anche una sagra della lampreda che si svolge ogni anno alla fine di agosto.
A notare che nello stemma cittadino è raffigurata una lampreda.